# Vita Columbae des Adamnanus
Die Vita Columbae des Adamnanus in der Stadtbibliothek Schaffhausen (Signatur Gen. 1) ist ein Codex, der die älteste und beste Überlieferung der Vita des irischen Heiligen Columban enthält. Dieses Werk ist eines der wichtigsten für die Geschichte des irisch geprägten Christentums. Es ist der älteste Codex, der eine einzige Biographie in lateinischer Sprache enthält. Der Codex wurde zwischen 688 und 713 im schottischen Inselkloster Iona vom Abt Dorbbene geschrieben; Adamnanus erzählt darin die Geschichte des Klostergründers und Heiligen Columban.

## Beschreibung des Codex
Der Codex ist auf 71 Blatt Pergament im Format 290 × 225 mm geschrieben. Die Seiten sind einheitlich in zwei Spalten zu je 28 Zeilen eingeteilt. Der Codex wurde von Dorbbene, einem Abt des Klosters Iona, geschrieben, welcher eine irische Halbunziale und dunkelbraune Tinte benutzte. Durchgehend ist die Schrift sehr sauber. Nur ein Einschub aus einer älteren Vita ist mit leicht dunklerer Tinte und weniger sorgfältig geschrieben.
Bei den  Satzanfängen findet man teilweise rote und gelbe Buchstabenfüllungen und die Überschriften sind in roter Tinte gehalten. Auf einem Blatt im hinteren Spiegel befindet sich eine Notiz darüber, dass der Bucheinband 1941 erneuert wurde.

## Inhalt
Die Handschrift Gen. 1 enthält die Geschichte des heiligen Columban, des Gründers des Klosters Iona, erzählt vom neunten Abt, Adamnan. Die Geschichte ist aber nicht chronologisch aufgebaut und weniger eine Lebensgeschichte, sondern vielmehr eine Auflistung der Prophezeiungen und Wundertaten von Columban im Dienste Gottes. Nach der Vita (fol. 1–136) folgt ein Vaterunser in griechischer Sprache (fol. 137). 
Als Schreiber gilt Dorbbene, welcher sich am Ende des Codex auch selbst nennt mit der Bitte: Quicumque hos virtutum libellos Columbae legerit pro me Dorbbeneo deum deprecetur, ut vitam post mortem eternam possedeam (Wer auch immer diese Bücher über die Wunderkräfte des Columba lesen mag, bete bei Gott für mich, Dorbbene, dass ich nach dem Tod das ewige Leben besitzen möge). Da der Name Dorbbene nicht so verbreitet war, nimmt man an, dass es sich bei dem Schreiber um den Leiter der Kirche von Iona handelt, der 713 Abt des Klosters wurde und noch im selben Jahr verstarb.

## Geschichte des Codex
Der früheste Entstehungszeitpunkt für die Vita Columbae ist die zweite Reise Adamnans nach Northumbria im Jahr 688, der späteste Zeitpunkt ist der Tod Adamnans im Jahr 704. Somit kann die Entstehungszeit eingegrenzt werden auf 688 und 713, dem Todesjahr des Schreibers. Zur Besitzgeschichte nach dem Kloster Iona gibt es zwei Möglichkeiten; entweder wurde der Codex von flüchtenden Mönchen, nachdem die Wikinger im 9. Jahrhundert das Kloster in Iona zerstört hatten, mit aufs europäische Festland gebracht, oder der Codex befand sich schon vor der Klosterzerstörung auf dem Festland, genauer in Nordfrankreich.
Es wird angenommen, dass sich der Codex in der zweiten Hälfte des 9. Jahrhunderts im Kloster St. Gallen befand. Der erste sichere Besitzvermerk stammt aus dem 13. Jahrhundert aus dem Kloster Reichenau (Liber Augie maioris, auf der ersten Seite des Codex). 1621 hat der Jesuit Stephen White den Codex nach Dillingen ausgeliehen. Mit dieser Ausleihe dürfte der Eintrag Liber Augiae aus dem 17. Jahrhundert zusammenhängen, jedoch ist nicht klar, ob White den Codex wieder nach Reichenau zurückgab. Ungeklärt ist auch, wie der Codex in die Stadtbibliothek Schaffhausen gelangte, wo er 1772 neu entdeckt wurde.

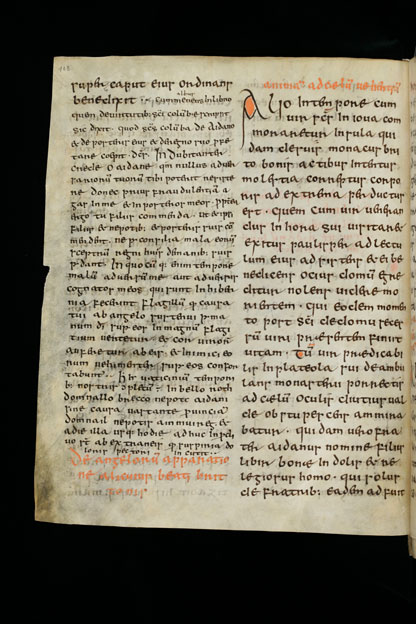
In der linken Spalte die ältere Vita von Cummeneus, in der rechten diejenige von Adamnan. Fol. 108
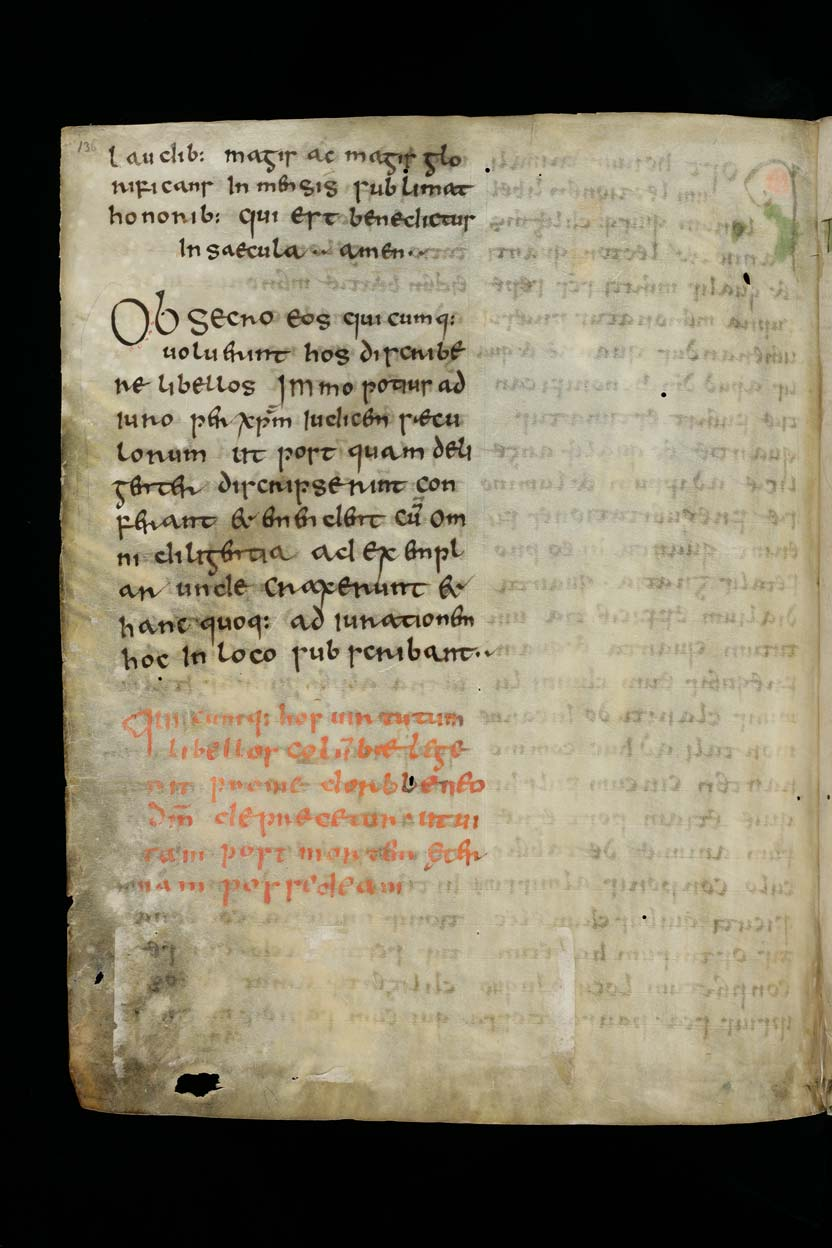
Bitte des Schreibers Dorbbene mit roter Tinte. Fol. 136